# Collegio di Acton
Acton è stato un collegio elettorale situato a Londra, e rappresentato alla Camera dei comuni del Parlamento del Regno Unito. Eleggeva un membro del parlamento con il sistema first-past-the-post, ossia maggioritario a turno unico. 

## Estensione

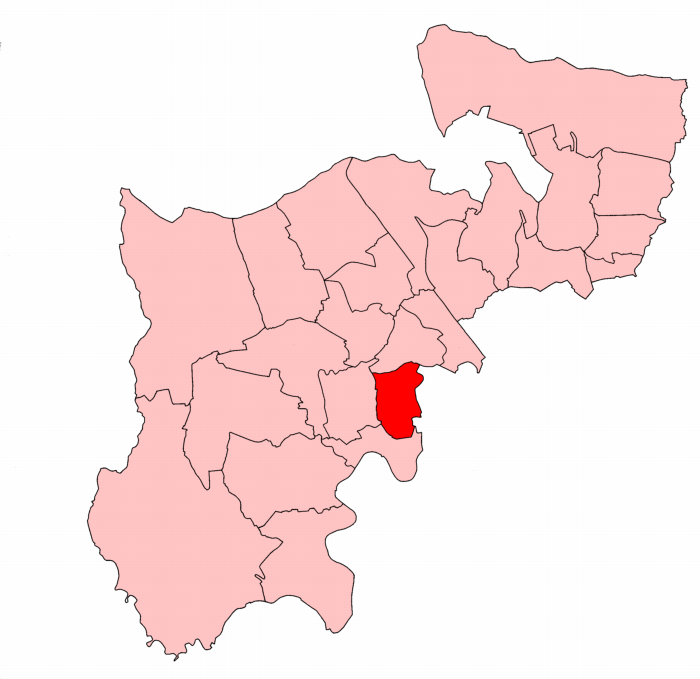
Acton nel Middlesex, dal 1945 al 1950

Il collegio venne creato con il Representation of the People Act 1918 che aumentò il numero dei collegi in funzione della popolazione, come nel Middlesex, la cui conurbazione era in crescita intorno alla contea di Londra. L'area era centrata intorno alla città di Acton, e consisteva del distretto urbano di Acton, che divenne borgo municipale nel 1921.
La redistribuzione dei seggi parlamentari che fu in vigore dalle elezioni generali del 1950 non alterò l'estensione del collegio e nel 1965 l'area divenne parte del borgo londinese di Ealing e della Grande Londra.
Con la riformulazione dei collegi in vigore dalle elezioni generali del febbraio 1974, il collegio ad ovest, Ealing South, venne abolito, e Acton assorbì gran parte della sua area, raggiungendo Ealing. A partire dalla revisione dei collegi del 1983, fu abolito e divenne parte di Ealing Acton.
- 1918-1974: il borgo municipale di Acton.[1][2] Per via del London Government Act 1963, il borgo municipale cessò di esistere nel 1965, e le sue funzioni vennero assegnate al borgo londinese di Ealing.
- 1974-1983: i ward del borgo londinese di Ealing di Central, East, Hanger Hill, Heathfield, Southfield e Springfield.[3]

## Membri del parlamento
| Elezione | Elezione        | Deputato           | Partito          |
| -------- | --------------- | ------------------ | ---------------- |
|          | 1918            | Sir Harry Brittain | Conservatore     |
|          | 1929            | James Shillaker    | Laburista        |
|          | 1931            | Hubert Duggan      | Conservatore     |
| 1943 (S) | Henry Longhurst |                    | Conservatore     |
|          | 1945            | Joseph Sparks      | Laburista        |
|          | 1959            | Philip Holland     | Conservatore     |
|          | 1964            | Bernard Floud      | Laburista        |
|          | 1968 (S)        | Kenneth Baker      | Conservatore     |
|          | 1970            | Nigel Spearing     | Laburista        |
|          | Feb 1974        | Sir George Young   | Conservatore     |
|          | 1983            | Collegio abolito   | Collegio abolito |

## Elezioni

### Elezioni negli anni 1970
| Partito                    | Partito                                   | Candidato                  | Risultati 3 maggio 1979 | Risultati 3 maggio 1979 |
| Partito                    | Partito                                   | Candidato                  | Voti                    | %                       |
| -------------------------- | ----------------------------------------- | -------------------------- | ----------------------- | ----------------------- |
|                            | Conservatore                              | George Young               | 21 056                  | 51,85                   |
|                            | Laburista                                 | Glen Barnham               | 15 258                  | 37,57                   |
|                            | Liberale                                  | Simon Rowley               | 3 549                   | 8,74                    |
|                            | Fronte Nazionale                          | Clive Wakley               | 501                     | 1,23                    |
|                            | Indipendente                              | James O'Leary              | 243                     | 0,60                    |
|                            |                                           |                            |                         |                         |
| Iscritti                   | Iscritti                                  | Iscritti                   | 56 872                  | 100,00                  |
| ↳ Votanti (% su iscritti)  | ↳ Votanti (% su iscritti)                 | ↳ Votanti (% su iscritti)  | 40 607                  | 71,40                   |
| ↳ Astenuti (% su iscritti) | ↳ Astenuti (% su iscritti)                | ↳ Astenuti (% su iscritti) | 16 265                  | 28,60                   |
|                            |                                           |                            |                         |                         |
|                            | Esito: collegio confermato a Conservatore |                            |                         |                         |

| Partito                    | Partito                                   | Candidato                  | Risultati 10 ottobre 1974 | Risultati 10 ottobre 1974 |
| Partito                    | Partito                                   | Candidato                  | Voti                      | %                         |
| -------------------------- | ----------------------------------------- | -------------------------- | ------------------------- | ------------------------- |
|                            | Conservatore                              | George Young               | 17 669                    | 45,19                     |
|                            | Laburista                                 | Glen Barnham               | 16 861                    | 43,12                     |
|                            | Liberale                                  | Mario Uziell-Hamilton      | 4 569                     | 11,69                     |
|                            |                                           |                            |                           |                           |
| Iscritti                   | Iscritti                                  | Iscritti                   | 56 810                    | 100,00                    |
| ↳ Votanti (% su iscritti)  | ↳ Votanti (% su iscritti)                 | ↳ Votanti (% su iscritti)  | 39 199                    | 69,00                     |
| ↳ Astenuti (% su iscritti) | ↳ Astenuti (% su iscritti)                | ↳ Astenuti (% su iscritti) | 17 611                    | 31,00                     |
|                            |                                           |                            |                           |                           |
|                            | Esito: collegio confermato a Conservatore |                            |                           |                           |

| Partito                    | Partito                                           | Candidato                  | Risultati 28 febbraio 1974 | Risultati 28 febbraio 1974 |
| Partito                    | Partito                                           | Candidato                  | Voti                       | %                          |
| -------------------------- | ------------------------------------------------- | -------------------------- | -------------------------- | -------------------------- |
|                            | Conservatore                                      | George Young               | 18 492                     | 43,31                      |
|                            | Laburista                                         | Nigel Spearing             | 17 041                     | 39,92                      |
|                            | Liberale                                          | Mario Uziell-Hamilton      | 7 160                      | 16,77                      |
|                            |                                                   |                            |                            |                            |
| Iscritti                   | Iscritti                                          | Iscritti                   | 56 397                     | 100,00                     |
| ↳ Votanti (% su iscritti)  | ↳ Votanti (% su iscritti)                         | ↳ Votanti (% su iscritti)  | 42 693                     | 75,70                      |
| ↳ Astenuti (% su iscritti) | ↳ Astenuti (% su iscritti)                        | ↳ Astenuti (% su iscritti) | 13 704                     | 24,30                      |
|                            |                                                   |                            |                            |                            |
|                            | Esito: collegio passa da Laburista a Conservatore |                            |                            |                            |

| Partito                    | Partito                                           | Candidato                  | Risultati 18 giugno 1970 | Risultati 18 giugno 1970 |
| Partito                    | Partito                                           | Candidato                  | Voti                     | %                        |
| -------------------------- | ------------------------------------------------- | -------------------------- | ------------------------ | ------------------------ |
|                            | Laburista                                         | Nigel Spearing             | 13 960                   | 47,97                    |
|                            | Conservatore                                      | Kenneth Baker              | 13 300                   | 45,70                    |
|                            | Liberale                                          | Dion Scherer               | 1 583                    | 5,44                     |
|                            | Comunista                                         | Maurice Costin             | 258                      | 0,89                     |
|                            |                                                   |                            |                          |                          |
| Iscritti                   | Iscritti                                          | Iscritti                   | 44 025                   | 100,00                   |
| ↳ Votanti (% su iscritti)  | ↳ Votanti (% su iscritti)                         | ↳ Votanti (% su iscritti)  | 29 101                   | 66,10                    |
| ↳ Astenuti (% su iscritti) | ↳ Astenuti (% su iscritti)                        | ↳ Astenuti (% su iscritti) | 14 924                   | 33,90                    |
|                            |                                                   |                            |                          |                          |
|                            | Esito: collegio passa da Conservatore a Laburista |                            |                          |                          |

### Elezioni negli anni 1960
| Partito                    | Partito                                           | Candidato                  | Risultati 28 marzo 1968 | Risultati 28 marzo 1968 |
| Partito                    | Partito                                           | Candidato                  | Voti                    | %                       |
| -------------------------- | ------------------------------------------------- | -------------------------- | ----------------------- | ----------------------- |
|                            | Conservatore                                      | Kenneth Baker              | 12 242                  | 48,67                   |
|                            | Laburista                                         | Walter Johnson             | 8 522                   | 33,88                   |
|                            | Liberale                                          | Frank Davis                | 2 868                   | 11,40                   |
|                            | Fronte Nazionale                                  | Andrew Fountaine           | 1 400                   | 5,57                    |
|                            | Indipendente                                      | Harold Fox                 | 75                      | 0,30                    |
|                            | Indipendente                                      | William Gold               | 44                      | 0,17                    |
|                            |                                                   |                            |                         |                         |
| Iscritti                   | Iscritti                                          | Iscritti                   | 43 433                  | 100,00                  |
| ↳ Votanti (% su iscritti)  | ↳ Votanti (% su iscritti)                         | ↳ Votanti (% su iscritti)  | 25 151                  | 57,91                   |
| ↳ Astenuti (% su iscritti) | ↳ Astenuti (% su iscritti)                        | ↳ Astenuti (% su iscritti) | 18 282                  | 42,09                   |
|                            |                                                   |                            |                         |                         |
|                            | Esito: collegio passa da Laburista a Conservatore |                            |                         |                         |

| Partito                    | Partito                                | Candidato                  | Risultati 31 marzo 1966 | Risultati 31 marzo 1966 |
| Partito                    | Partito                                | Candidato                  | Voti                    | %                       |
| -------------------------- | -------------------------------------- | -------------------------- | ----------------------- | ----------------------- |
|                            | Laburista                              | Bernard Floud              | 18 541                  | 57,69                   |
|                            | Conservatore                           | Kenneth Baker              | 13 600                  | 42,31                   |
|                            |                                        |                            |                         |                         |
| Iscritti                   | Iscritti                               | Iscritti                   | 43 433                  | 100,00                  |
| ↳ Votanti (% su iscritti)  | ↳ Votanti (% su iscritti)              | ↳ Votanti (% su iscritti)  | 32 141                  | 74,00                   |
| ↳ Astenuti (% su iscritti) | ↳ Astenuti (% su iscritti)             | ↳ Astenuti (% su iscritti) | 11 292                  | 26,00                   |
|                            |                                        |                            |                         |                         |
|                            | Esito: collegio confermato a Laburista |                            |                         |                         |

| Partito                    | Partito                                | Candidato                  | Risultati 15 ottobre 1964 | Risultati 15 ottobre 1964 |
| Partito                    | Partito                                | Candidato                  | Voti                      | %                         |
| -------------------------- | -------------------------------------- | -------------------------- | ------------------------- | ------------------------- |
|                            | Laburista                              | Bernard Floud              | 17 022                    | 49,35                     |
|                            | Conservatore                           | Philip Holland             | 14 423                    | 41,81                     |
|                            | Liberale                               | Barwys Niel Martin-Kaye    | 3 049                     | 8,84                      |
|                            |                                        |                            |                           |                           |
| Iscritti                   | Iscritti                               | Iscritti                   | 44 656                    | 100,00                    |
| ↳ Votanti (% su iscritti)  | ↳ Votanti (% su iscritti)              | ↳ Votanti (% su iscritti)  | 34 494                    | 77,24                     |
| ↳ Astenuti (% su iscritti) | ↳ Astenuti (% su iscritti)             | ↳ Astenuti (% su iscritti) | 10 162                    | 22,76                     |
|                            |                                        |                            |                           |                           |
|                            | Esito: collegio confermato a Laburista |                            |                           |                           |